# پراودا ۱۰، سن پترزبورگ
پراودا ۱۰، ساختمانی برجسته در منطقهٔ معروف سن پترزبورگ است که اغلب توسط مردم محلی به عنوان سن پترزبورگ داستایوفسکی شناخته می‌شود. در طول زمان، این ساختمان به عنوان محل اقامت بازرگانان، خانهٔ اجاره‌ای و بعدها، در دورهٔ اتحاد جماهیر شوروی، به عنوان باشگاه راه‌آهن و پس از آن به عنوان «کاخ فرهنگ» اتحادیهٔ کارگران مواد غذایی مورد استفاده قرار گرفت. پس از سال‌ها رها شدن به دلیل آتش‌سوزی که بیشتر قسمت‌های ساختمان را ویران کرد، آنچه از ساخت و ساز باقی مانده بود، مورد بازسازی اساسی قرار گرفت و به عنوان تنها هتل تحت نام موزهٔ دولتی ارمیتاژ افتتاح شد.

## تاریخچه
شکل‌گیری محله بین زاگورودنی پراسپکت و خیابان داستایوسکوگو، جایی که ساختمان هتل در آن واقع شده است، به اوایل قرن نوزدهم برمی‌گردد. از سال ۱۷۳۹، خیابان پراودا بخشی از خیابان بولشایا اوفیتسرسکایا بود و در سال ۱۸۲۹ نام خود را به آن داد: کابینتسکایا، زیرا دفاتر اعلیحضرت (کابینه) در اینجا قرار داشتند. این خیابان برای اتصال دهکده کاخ، واقع در اطراف کلیسای ولادیمیرسکایا، به اقامتگاه‌های گارد نجات هنگ سمنوفسکی ساخته شد. در سال ۱۹۳۲، خیابان کابینتسکایا به نام روزنامه پراودا که در این منطقه منتشر می‌شد، تغییر نام داد و از آن زمان به بعد این نام بدون تغییر باقی ماند.

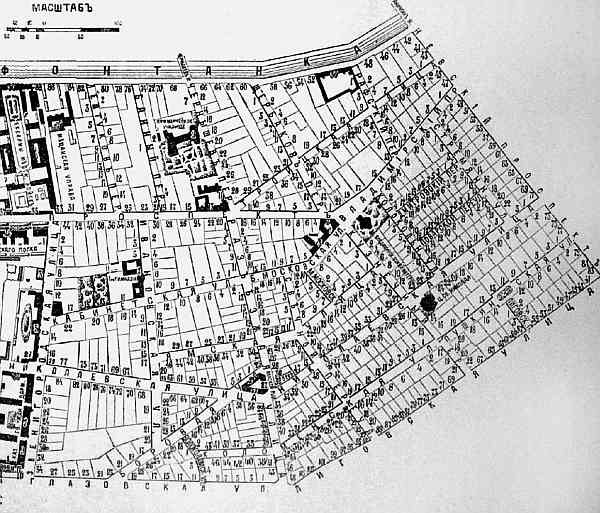
طرح منطقه دوم پلیس: بخش مسکوسکایا از سن پترزبورگ ۱۸۹۵، خیابان کابینتسکایا
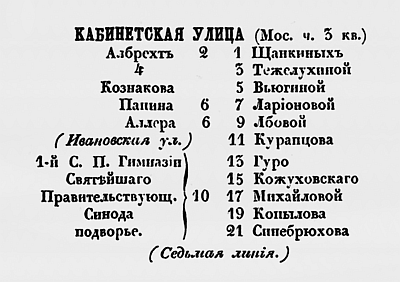
فهرست خانوارهای خیابان پراودا در دهه ۱۸۵۰

در دهه ۱۸۲۰، قطعه زمین روزنامه پراودا، شماره ۱۰، متعلق به تاجر چیچف بود. در دهه ۱۸۳۰، مالکیت آن به آی. لبوف، تاجری از صنف اول، واگذار شد. اولین اشاره‌ها به خود ساختمان به سال ۱۸۳۵ برمی‌گردد، زمانی که نقشه‌های اولیه معماری به هیئت اداری شهر ارائه شد. طرح اولیه ساخته شده توسط معمار خولوپوف، یک ساختمان سه طبقه با یک نمای جلویی و ۲ بال را نشان می‌داد. بخش مسکونی اصلی، متشکل از دو طبقه، در سراسر حیاط امتداد یافته و توسط یک بال سه طبقه در سمت راست و یک ساختمان یک طبقه در سمت چپ متصل شده بود که به ساختمان ظاهری شبیه به حرف روسی "П" می‌داد.
سبک کلی ساختمان و جزئیات طراحی، آشکارا پراودا ۱۰ را به دوره کلاسیک‌گرایی محض نسبت می‌دهد.

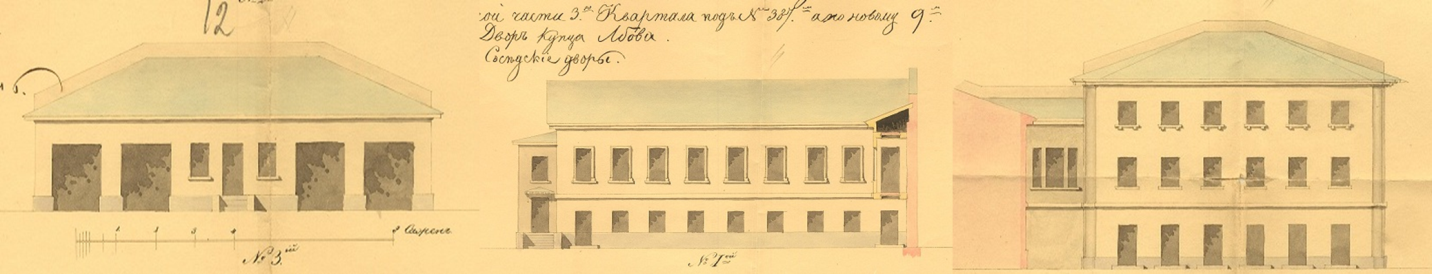
طرح معماری سال ۱۸۳۵

در ژوئن ۱۸۳۵، طرح جدیدی به هیئت اجرایی شهر ارائه شد. این پروژه پیشنهاد ساخت یک ساختمان دو طبقه در پشت حیاط، با بالکنی با سه پنجره و شبکه مشبک و ورودی باغ واقع در زیر بالکن را می‌داد. جزئیات معماری نما کاملاً ساده بود: قاب پنجره ساده، هر پنجره دوم با لبه‌هایی در بالا.
قرار بود یک بال سه طبقه با شش در در طبقه همکف باشد، و بال دیگر - یک طبقه - با چهار دهانه پهن و یک در در مرکز، که به احتمال زیاد به عنوان کالسکه خانه مورد استفاده قرار می‌گرفت. یکی از پیشنهادات این پروژه، بستن گذرگاه آزاد به باغ با ایجاد یک الحاقیه به ساختمان اصلی بود تا کل زمین را اشغال کند. این پروژه تصویب شد و الحاقیه ساخته شد.
با این حال، پروژه دیگری برای بازسازی ساختمان توسط معمار. در سال ۱۸۳۷ پیشنهاد شد. در آن زمان، دو طبقه از خانه در آن سوی زمین از قبل ساخته شده بود، با ۱۵ پنجره در طبقه اول و یک پنجره کناری در طبقه همکف ساختمان الحاقی.
علیرغم اینکه این عمارت در مالکیت بازرگانان بود، هیچ طرحی نشان از استانی بودن نداشت، بلکه برعکس، طرح‌ها پویایی توسعه ساختمان‌های موجود، بهبود مستمر آنها، ساده‌سازی فرم‌ها و جزئیات معماری را نشان می‌دادند.
مالکیت این ملک در ۲۵ ژوئن ۱۸۷۳ به پسر شهروند افتخاری، الکساندر ایوانوویچ لبوف، منتقل شد.
بعدها در دهه ۱۸۷۰، پراودا ۱۰ ساکنان محترم دیگری نیز داشت: سرتیپ پیتر فون بریسکورن، عضو شورای دربار ای.ان. لادوگا، و عضو شورای دربار ای.اس. رمیزوف، از افسران وزارت کشور.
این عمارت تا سال ۱۸۸۹ هیچ تغییری نکرد، تا اینکه به مالک جدید - تئودور کروز، یک نجیب‌زاده و لیسانس حقوق - فروخته شد. شش ماه پس از خرید ملک، کروز پیشنهادی را که توسط معمار کوشیریا تهیه شده بود، برای بازسازی جناح راست، ساخت یک انبار و یک حصار سنگی ارائه داد. قرار بود جناح جدید از آجر با دو دروازه و ورودی در مرکز ساخته شود.
در اکتبر ۱۸۹۰، عمارت با تمام الحاقات به رهن گذاشته شد و برای مدتی این ملک متعلق به یک کاپیتان بازنشسته سواره نظام، ایلیا پتروویچ لاریونوف، بود و به عنوان خانه اجاره‌ای مورد استفاده قرار می‌گرفت. ساختمان تحت بازسازی اساسی قرار گرفت؛ حیاط با حصار فلزی باشکوهی بر پایه سنگی از خیابان جدا شد و باغی در اطراف تمام ساختمان‌ها ساخته شد.
چند سال بعد، این ملک به رئیس چمبرلین، آجودان ژنرال نیکولای واسیلیویچ وویکوف فروخته شد. در سال ۱۸۹۵، معمار بیکاروکوف، ای.اف. طرحی برای بازسازی مجدد ساختمان تهیه کرد که در آن پیشنهاد ساخت یک کالسکه خانه جدید با سه دروازه، با حفظ جزئیات معماری ساختمان روبرو و اضافه کردن یک طبقه به بخش موجود داده شده بود. این پروژه مورد توجه و تأیید رئیس هیئت مدیره، نیکولای بنوا، قرار گرفت.
در مارس ۱۹۰۱، بیوه ژنرال واروارا ووی‌کووا، آجودان، و دخترش ماریا تصمیم به بازسازی خانه گرفتند. آنها پروژه‌ای برای بازسازی به هیئت اداری شهر سن پترزبورگ ارائه دادند. طبق این پروژه، قرار بود یک خانه پنج طبقه سنگی جدید با نمای مدرن و جزئیات معماری متنوع رو به خیابان کابینتسکایا (پراودای امروزی) ساخته شود. حیاط باریک قرار بود توسط دو بال شش طبقه با نماهای ساده احاطه شود. جلوی خانه قرار بود دو دروازه چوبی بلند با یک گذرگاه طاقدار به حیاط که با یک شبکه فرفورژه در کنار ورودی اصلی با درهای شیشه‌ای تزئین شده بود، داشته باشد.
این پروژه تصویب شد، اما احتمالاً هرگز اجرا نشد.
تا سال ۱۹۱۲، زمین به همراه تمام ساختمان‌ها و باغ، در مالکیت اداره راه‌آهن قرار گرفت. بازسازی گسترده این ملک توسط معمار الکساندر گلوبکوف انجام شد. این پروژه شامل بازسازی و نوسازی طبقات همکف و اول بال‌های اصلی و جانبی بود؛ قرار بود ساختمان اصلی گسترش یابد تا یک سالن تماشاگران با ظرفیت ۴۵۰ نفر با پنجره‌هایی رو به باغ ایجاد شود. امکانات ورزشی و باشگاهی در بال‌ها قرار داشتند. قرار بود نماها به‌طور کامل بازسازی شوند و فضای داخلی با گچ‌کاری تزئین شود تا ساختمان به سبک نئوکلاسیک تبدیل شود. پس از انجام تعمیرات اساسی، پراودا ۱۰ به محل باشگاه راه‌آهن پتروگرادسکی تبدیل شد.
در طول سال‌ها، یک کافه تریای کوچک واقع در طبقه همکف به «ووستوک» تبدیل شد - اولین باشگاه خوانندگان بارد در کشور. در دهه ۱۹۶۰ کوکین و گورودنیتسکی، کلیاچکین و اوکودژاوا در اینجا اجرا داشتند. در اینجا بود که سن پترزبورگ برای اولین بار ولادیمیر ویسوتسکی را شنید. این صحنه همچنین شاهد اجرای بوریس گربنشیکوف، ویکتور تسوی، سرگئی کورخین و یانکا دزیاگیلوا بوده است. در دوران اتحاد جماهیر شوروی، طرفداران بیتلز تولد جان لنون را در اینجا جشن می‌گرفتند. این مکان همچنین برای برگزاری جلسات بزرگداشت الکساندر باشلاچف، شاعر و خواننده راک روسی، مورد استفاده قرار می‌گرفت.